# Philantomba maxwellii
A cabra-do-mato-preta (Philantomba maxwellii)  é um pequeno antílope encontrado do Senegal e Gâmbia ao sudoeste da Nigéria.
Duas subespécies são descritas:
- Philantomba maxwellii danei (Hinton, 1920)
- Philantomba maxwellii maxwellii (Hamilton-Smith, 1827)